# Eleccions municipals de 2015 a l'Hospitalet de Llobregat
Les eleccions municipals de 2015 es van celebrar a l'Hospitalet de Llobregat el diumenge 24 de maig, d'acord amb el Reial Decret de convocatòria d'eleccions locals a Espanya disposat el 30 de març de 2015 i publicat al Butlletí Oficial de l'Estat el dia 31 de març. Es van escollir els 27 regidors del ple de l'Ajuntament de l'Hospitalet, mitjançant un sistema proporcional (regla D'Hondt), amb llistes tancades i una barrera electoral del 5%.
El nou consistori sortit de les urnes es va constituir el 13 de juny de 2015, en un ple en què va tornar a ser elegida com a alcaldessa la socialista Núria Marín, amb l'únic suport dels onze regidors del seu partit, després de no arribar a cap acord amb la resta de grups municipals per a obtenir la majoria. El 13 de novembre, el PSC va emetre un comunicat on s'informava de l'acord al que havien arribat els socialistes amb els regidors de Guanyem l'Hospitalet. Una setmana abans, els dos regidors de Guanyem, Rafael Jiménez i Cristina Santón, van passar a ser regidors no adscrits com a conseqüència de la seva expulsió per part de la coordinadora de Guanyem. Aquest acord no va permetre al PSC arribar a la majoria absoluta de 14 regidors.

## Resultats
Dels 175 607 electors cridats a les urnes només hi van participar 93.699, és a dir, un 53,36 % del cens. El partit més votat va ser de nou el Partit dels Socialistes de Catalunya, que hi governa de forma ininterrompuda des del 1979. La llista socialista, encapçalada per Juan Ignacio Pujana Fernández entre 1979 i 1994, Celestino Corbacho entre 1994 i 2008 i amb la batllessa sortint Núria Marín, en el càrrec des del 2008, va aconseguir la majoria simple amb el 33,24 % dels vots i 11 regidors, dos menys que en l'anterior legislatura. La candidatura socialista va ser la més votada a tots els barris de la ciutat, aconseguint el seu millor resultat al barri de Pubilla Cases, amb un 40,30 % dels vots emesos, sent l'únic barri on el PSC supera el 40 % a diferència de les eleccions anteriors, on va superar aquesta marca a sis barris. El pitjor resultat per als socialistes va tornar a ser l'obtingut al barri del Centre, amb un 25,31 %, seguit per Santa Eulàlia, Granvia Sud i Collblanc, sent aquests els únics barris on els socialistes van baixar del llindar del 30 % dels vots.
El segon partit més votat va ser Ciutadans - Partit de la Ciutadania, que amb un 13,24 % dels vots, va aconseguir 4 regidors, després de no obtenir representació a les eleccions del 2011. La llista encapçalada per Miguel García va superar el 15 % a Sanfeliu i Can Serra, obtenint el seu millor resultat a Sanfeliu, amb un 16,55 % dels vots emesos, i el pitjor a la Torrassa, on només va recollir el 10,30 %. Aquest darrer barri és, juntament amb el barri del Centre, l'únic lloc on la formació no va ser la segona llista més votada, quedant en tots dos casos per darrere d'ERC.
La tercera força va ser Canviem L'H, una coalició electoral d'esquerres formada per Iniciativa per Catalunya Verds, Esquerra Unida i Alternativa, el Partit Pirata i Entesa pel Progrés Municipal. Amb un 10,22 %, va aconseguir 3 regidors, un més que els obtinguts per la coalició ICV - EUiA a les eleccions del 2011. La llista que encapçalava Ana González va aconseguir el seu millor resultat al barri de Sanfeliu, amb un 13,27 % dels vots emesos. El pitjor resultat va ser l'obtingut al barri de Pubilla Cases, on van aconseguir un 7,97 %.
El quart partit més votat fou el Partit Popular, amb un 9,92 % dels vots i obtenint tres regidors, la meitat dels obtinguts a les anteriors eleccions. No obstant, el grup municipal va acabar la legislatura amb només una regidora, la cap de llista Sonia Esplugas, després que els dos altres edils, Francisco J. Martín i Pedro Alonso, passessin a ser regidors no adscrits, arran de la seva expulsió del PP a conseqüència de lluites internes pel poder del partit. La llista va obtenir el seu millor resultat a la Florida, amb un 12,68 % dels vots emesos, i el pitjor al Centre, amb un 6,64 %.
Esquerra Republicana de Catalunya va tornar al consistori, aconseguint convertir-se en la cinquena candidatura més votada, amb un 8,97 % dels vots emesos i obtenint dos regidors. La llista encapçalada per Antoni Garcia va arribar a convertir-se en la segona força política al Centre i la Torrassa, tot i que en quant al percentatge de vots, els republicans van obtenir resultats lleugerament millors a Collblanc, Santa Eulàlia i Granvia Sud que no pas a la Torrassa, però superant l'11 % en tots casos. El pitjor resultat el van obtenir a Sanfeliu i Can Serra, amb menys d'un 5 % a tots dos barris.
Guanyem l'Hospitalet va ser la sisena força, amb un 7,46 % dels vots i dos regidors. Després de la seva expulsió del partit, Rafael Jiménez i Cristina Santón s'integraren a l'equip de govern del PSC. Van obtenir el millor resultat al Gornal, amb un 9,17 % dels vots, i el pitjor a la Florida, amb el 5,84 %.
La setena posició va ser per a Convergència i Unió, amb el 5,99 % dels vots, quedant-se amb només un dels quatre regidors obtinguts a les eleccions de 2011. La llista encapçalada per Jordi Monrós va obtenir de lluny els millors resultats al barri del Centre, posicionant-se com a tercera força. La federació nacionalista va obtenir els pitjors resultats a Can Serra, el Gornal i Bellvitge, amb menys d'un 3 % en tots tres barris.
Candidatura d'Unitat Popular - Poble Actiu va entrar per primera vegada al consistori amb un regidor i el 5,11 % dels vots. Els anticapitalistes, encapçalats per Christian Giménez van obtenir els millors resultats als barris del Centre, Santa Eulàlia, Granvia Sud, Collblanc i la Torrassa, superant en tots casos el 6 % dels vots. Els pitjors resultats es van situar a les Planes, la Florida i Can Serra, amb percentatges inferiors al 3 %.
La formació d'extrema dreta Plataforma per Catalunya va perdre els dos edils obtinguts a les passades eleccions, quedant-se amb el 3,92 % dels vots. Els nacionalistes espanyols van arribar a superar el 5 % dels vots a les Planes, Pubilla Cases i la Florida. El millor resultat el van obtenir, de lluny, a les Planes, enfilant-se a la cinquena posició amb el 8,15 % dels vots. El pitjor resultat va ser al Centre, Santa Eulàlia i Granvia Sud, amb menys d'un 3 % en tots casos.
| Candidatura                       | Candidatura | Vots    | %                     | Regidors              |
| --------------------------------- | --- | ------- | --------------------- | --------------------- |
|                                   | Partit dels Socialistes de Catalunya - Progrés Municipal (PSC-PM)                                                                     | 30 942  | 33,24                 | 11                    |
|                                   | Ciutadans-Partit de la Ciutadania (C's)                                                                                               | 12 324  | 13,24                 | 4                     |
|                                   | Iniciativa per Catalunya Verds - Esquerra Unida i Alternativa - Partit Pirata - Entesa pel Progrés Municipal (ICV-EUiA-PIRATAS.cat-E) | 9516    | 10,22                 | 3                     |
|                                   | Partit Popular (PP) | 9238    | 9,92                  | 3                     |
|                                   | Esquerra Republicana de Catalunya - Acord Municipal (ERC-AM)                                                                          | 8348    | 8,97                  | 2                     |
|                                   | Guanyem l'Hospitalet (Ganemos) | 6949    | 7,46                  | 2                     |
|                                   | Convergència i Unió (CiU) | 5579    | 5,11                  | 1                     |
|                                   | Candidatura d'Unitat Popular - Poble Actiu (CUP-PA)                                                                                   | 4755    | 5,11                  | 1                     |
| Plataforma per Catalunya (PxC)    | Plataforma per Catalunya (PxC) | 3653    | 3,92                  | 0                     |
| Unió, Progrés i Democràcia (UPyD) | Unió, Progrés i Democràcia (UPyD) | 502     | 0,54                  | 0                     |
| Vots en blanc                     | Vots en blanc | 1286    | 1,38                  | n/a                   |
| Vots vàlids                       | Vots vàlids | 93 092  | 100,00                | 27                    |
| Vots nuls                         | Vots nuls | 607     | Participació: 53,36 % | Participació: 53,36 % |
| Votants                           | Votants | 93 699  | Participació: 53,36 % | Participació: 53,36 % |
| Electors                          | Electors | 175 607 | Participació: 53,36 % | Participació: 53,36 % |

## Resultats per barris

### Districte I

#### Centre
El Centre és el barri on el PSC va obtenir els pitjors resultats, tot i ser la candidatura més votada. També és, juntament amb la Torrassa, l'únic barri on ERC va ser la segona força més votada. És l'únic barri on CiU va ser la tercera llista més votada, fent del Centre l'únic barri on els nacionalistes obtenen una posició superior a la sisena. És, per darrere de la Torrassa, el barri on C’s va obtenir els pitjors resultats. És el barri on CiU, ERC i la CUP van obtenir els seus millors resultats. És l'únic barri on la CUP va superar el PP i Ganemos. És el barri amb el major percentatge de vot en blanc. També és el barri amb la major participació.
| Candidatura   | Candidatura            | Vots   | %                     |                       |
| ------------- | ---------------------- | ------ | --------------------- | --------------------- |
|               | PSC-PM                 | 2815   | 25,31                 |                       |
|               | ERC-AM                 | 1534   | 13,79                 |                       |
|               | CiU                    | 1393   | 12,54                 |                       |
|               | ICV-EUiA-PIRATAS.cat-E | 1346   | 12,10                 |                       |
|               | C’s                    | 1280   | 11,51                 |                       |
|               | CUP-PA                 | 869    | 7,81                  |                       |
|               | PP                     | 739    | 6,64                  |                       |
|               | Ganemos                | 719    | 6,46                  |                       |
| PxC           | PxC                    | 209    | 1,88                  |                       |
| UPyD          | UPyD                   | 41     | 0,37                  |                       |
| Vots en blanc | Vots en blanc          | 177    | 1,59                  |                       |
| Vots vàlids   | Vots vàlids            | 11 122 | 100,00                |                       |
| Vots nuls     | Vots nuls              | 607    | Participació: 59,85 % | Participació: 59,85 % |
| Votants       | Votants                | 11 195 | Participació: 59,85 % | Participació: 59,85 % |
| Electors      | Electors               | 18 704 | Participació: 59,85 % | Participació: 59,85 % |

#### Sanfeliu
Sanfeliu és el barri on C’s i ICV-EUiA-PIRATAS.cat-E van aconseguir els seus millors resultats. A Sanfeliu, ERC va obtenir els pitjors resultats, fent d'aquest barri i Can Serra els únics on els republicans van obtenir menys d'un 5 % dels vots. És, per darrere del Centre, el barri amb el major percentatge de vots en blanc.
| Candidatura   | Candidatura            | Vots | %                     |                       |
| ------------- | ---------------------- | ---- | --------------------- | --------------------- |
|               | PSC-PM                 | 898  | 35,99                 |                       |
|               | C’s                    | 413  | 16,55                 |                       |
|               | ICV-EUiA-PIRATAS.cat-E | 331  | 13,27                 |                       |
|               | PP                     | 238  | 9,54                  |                       |
|               | Ganemos                | 179  | 7,17                  |                       |
| PxC           | PxC                    | 115  | 4,61                  |                       |
| ERC-AM        | ERC-AM                 | 111  | 4,45                  |                       |
| CUP-PA        | CUP-PA                 | 86   | 3,45                  |                       |
| CiU           | CiU                    | 68   | 2,73                  |                       |
| UPyD          | UPyD                   | 17   | 0,68                  |                       |
| Vots en blanc | Vots en blanc          | 39   | 1,56                  |                       |
| Vots vàlids   | Vots vàlids            | 2495 | 100,00                |                       |
| Vots nuls     | Vots nuls              | 16   | Participació: 52,69 % | Participació: 52,69 % |
| Votants       | Votants                | 2511 | Participació: 52,69 % | Participació: 52,69 % |
| Electors      | Electors               | 4766 | Participació: 52,69 % | Participació: 52,69 % |

#### Sant Josep
Sant Josep és, per darrere del Centre, el barri on el PP aconseguí el pitjor resultat. És, per darrere del Centre, Santa Eulàlia i Granvia Sud, el barri on PxC va obtenir els pitjor resultat.
| Candidatura   | Candidatura            | Vots   | %                     |                       |
| ------------- | ---------------------- | ------ | --------------------- | --------------------- |
|               | PSC-PM                 | 2719   | 33,81                 |                       |
|               | C’s                    | 1085   | 13,49                 |                       |
|               | ICV-EUiA-PIRATAS.cat-E | 884    | 10,99                 |                       |
|               | ERC-AM                 | 802    | 9,97                  |                       |
|               | PP                     | 695    | 8,64                  |                       |
|               | Ganemos                | 579    | 7,20                  |                       |
|               | CUP-PA                 | 454    | 5,64                  |                       |
| CiU           | CiU                    | 401    | 4,99                  |                       |
| PxC           | PxC                    | 260    | 3,23                  |                       |
| UPyD          | UPyD                   | 44     | 0,55                  |                       |
| Vots en blanc | Vots en blanc          | 120    | 1,49                  |                       |
| Vots vàlids   | Vots vàlids            | 8043   | 100,00                |                       |
| Vots nuls     | Vots nuls              | 48     | Participació: 55,47 % | Participació: 55,47 % |
| Votants       | Votants                | 8091   | Participació: 55,47 % | Participació: 55,47 % |
| Electors      | Electors               | 14 586 | Participació: 55,47 % | Participació: 55,47 % |

### Districte II

#### La Torrassa
La Torrassa és, amb el Centre, l'únic barri on ERC va quedar en segona posició. C’s va obtenir el seu pitjor resultat a la Torrassa. CiU va obtenir un dels seus millors resultats en aquest barri, només sent superior al Centre i Collblanc. Per darrere de del Centre i Collblanc, CiU va aconseguir els millors resultats en aquest barri. La Torrassa va ser, per darrere de les Planes i Pubilla Cases, el barri amb la menor participació.
| Candidatura   | Candidatura            | Vots   | %                     |                       |
| ------------- | ---------------------- | ------ | --------------------- | --------------------- |
|               | PSC-PM                 | 2334   | 31,96                 |                       |
|               | ERC-AM                 | 811    | 11,11                 |                       |
|               | C’s                    | 752    | 10,30                 |                       |
|               | PP                     | 741    | 10,15                 |                       |
|               | ICV-EUiA-PIRATAS.cat-E | 654    | 8,96                  |                       |
|               | CiU                    | 564    | 7,72                  |                       |
|               | Ganemos                | 537    | 7,35                  |                       |
|               | CUP-PA                 | 440    | 6,03                  |                       |
| PxC           | PxC                    | 323    | 4,42                  |                       |
| UPyD          | UPyD                   | 40     | 0,55                  |                       |
| Vots en blanc | Vots en blanc          | 106    | 1,45                  |                       |
| Vots vàlids   | Vots vàlids            | 7302   | 100,00                |                       |
| Vots nuls     | Vots nuls              | 50     | Participació: 48,34 % | Participació: 48,34 % |
| Votants       | Votants                | 7352   | Participació: 48,34 % | Participació: 48,34 % |
| Electors      | Electors               | 15 209 | Participació: 48,34 % | Participació: 48,34 % |

#### Collblanc
Collblanc és, per darrere del Centre, Santa Eulàlia i Granvia Sud, el barri on el PSC va obtenir un menor percentatge de vot. És, per darrere de la Torrassa i el Centre, on C’s va aconseguir els pitjors resultats. També és, per darrere de Pubilla Cases i la Florida, el barri on ICV-EUiA-PIRATAS.cat-E varen obtenir els pitjors resultats. És, per darrere del Centre, el barri on ERC i CiU aconseguiren els seus millors resultats. És per darrere de la Florida i el Centre, on Ganemos va aconseguir el pitjor resultat. Collblanc és, per darrere del Centre, Santa Eulàlia i Granvia Sud, on la CUP va obtenir el millor resultat. És, per darrere de les Planes i la Florida, el barri amb el menor percentatge de vots en blanc.
| Candidatura   | Candidatura            | Vots   | %                     |                       |
| ------------- | ---------------------- | ------ | --------------------- | --------------------- |
|               | PSC-PM                 | 2291   | 29,81                 |                       |
|               | C’s                    | 926    | 12,05                 |                       |
|               | ERC-AM                 | 913    | 11,88                 |                       |
|               | PP                     | 767    | 9,98                  |                       |
|               | ICV-EUiA-PIRATAS.cat-E | 660    | 8,59                  |                       |
|               | CiU                    | 657    | 8,55                  |                       |
|               | Ganemos                | 524    | 6,82                  |                       |
|               | CUP-PA                 | 510    | 6,64                  |                       |
| PxC           | PxC                    | 306    | 3,98                  |                       |
| UPyD          | UPyD                   | 44     | 0,57                  |                       |
| Vots en blanc | Vots en blanc          | 87     | 1,13                  |                       |
| Vots vàlids   | Vots vàlids            | 7685   | 100,00                |                       |
| Vots nuls     | Vots nuls              | 52     | Participació: 50,33 % | Participació: 50,33 % |
| Votants       | Votants                | 7737   | Participació: 50,33 % | Participació: 50,33 % |
| Electors      | Electors               | 15 374 | Participació: 50,33 % | Participació: 50,33 % |

### Districte III

#### Santa Eulàlia i Granvia Sud
És, per darrere del Centre, el barri on el PSC obtingué els pitjors resultats. És, per darrere del Centre i Sant Josep, el barri on el PP va obtenir els pitjors resultats. Santa Eulàlia és, per darrere del Centre i gairebé empatat amb Collblanc, el barri on ERC va aconseguir el millor resultat. És el barri, per darrere del Gornal i Bellvitge, on Ganemos va tenir els millors resultats. Santa Eulàlia és, per darrere del Centre, el barri on la CUP va obtenir el millor resultat. També és, per darrere del Centre, el barri on PxC va aconseguir el pitjor resultat.
| Candidatura   | Candidatura            | Vots   | %                     |                       |
| ------------- | ---------------------- | ------ | --------------------- | --------------------- |
|               | PSC-PM                 | 5125   | 29,13                 |                       |
|               | C’s                    | 2364   | 13,44                 |                       |
|               | ERC-AM                 | 2072   | 11,78                 |                       |
|               | ICV-EUiA-PIRATAS.cat-E | 1785   | 10,15                 |                       |
|               | PP                     | 1539   | 8,75                  |                       |
|               | Ganemos                | 1433   | 8,15                  |                       |
|               | CiU                    | 1261   | 7,17                  |                       |
|               | CUP-PA                 | 1208   | 6,87                  |                       |
| PxC           | PxC                    | 495    | 2,81                  |                       |
| UPyD          | UPyD                   | 75     | 0,43                  |                       |
| Vots en blanc | Vots en blanc          | 234    | 1,33                  |                       |
| Vots vàlids   | Vots vàlids            | 17 591 | 100,00                |                       |
| Vots nuls     | Vots nuls              | 106    | Participació: 56,22 % | Participació: 56,22 % |
| Votants       | Votants                | 17 697 | Participació: 56,22 % | Participació: 56,22 % |
| Electors      | Electors               | 31 478 | Participació: 56,22 % | Participació: 56,22 % |

### Districte IV

#### La Florida
La Florida és, per darrere de Pubilla Cases, el barri on el PSC va obtenir el millor resultat. També és, per darrere de Pubilla Cases, el barri on ICV-EUiA-PIRATAS.cat-E va obtenir el pitjor resultat. És el barri on el PP va obtenir el millor resultat, sent, juntament amb les Planes i Pubilla Cases, l'únic barri on els conservadors van quedar en tercera posició. És el barri on Ganemos va aconseguir el pitjor resultat. És, per darrere de les Planes, el barri on la CUP va obtenir el pitjor resultat. És, per darrere de les Planes i gairebé empatat amb Pubilla Cases, el barri on PxC va obtenir el millor resultat, sent aquests tres barris els únics on els ultradretans aconsegueixen més del 5 % dels vots. És, per darrere de les Planes, el barri amb menys vots en blanc.
| Candidatura   | Candidatura            | Vots   | %                     |                       |
| ------------- | ---------------------- | ------ | --------------------- | --------------------- |
|               | PSC-PM                 | 3206   | 39,37                 |                       |
|               | C’s                    | 1088   | 13,36                 |                       |
|               | PP                     | 1033   | 12,68                 |                       |
|               | ICV-EUiA-PIRATAS.cat-E | 683    | 8,39                  |                       |
|               | ERC-AM                 | 537    | 6,59                  |                       |
|               | Ganemos                | 476    | 5,84                  |                       |
|               | PxC                    | 430    | 5,28                  |                       |
| CiU           | CiU                    | 316    | 3,88                  |                       |
| CUP-PA        | CUP-PA                 | 230    | 2,82                  |                       |
| UPyD          | UPyD                   | 56     | 0,69                  |                       |
| Vots en blanc | Vots en blanc          | 89     | 1,09                  |                       |
| Vots vàlids   | Vots vàlids            | 8144   | 100,00                |                       |
| Vots nuls     | Vots nuls              | 45     | Participació: 48,84 % | Participació: 48,84 % |
| Votants       | Votants                | 8189   | Participació: 48,84 % | Participació: 48,84 % |
| Electors      | Electors               | 16 768 | Participació: 48,84 % | Participació: 48,84 % |

#### Les Planes
Les Planes és, per darrere de Pubilla Cases i la Florida, el barri on el PSC va obtenir els millors resultats. És el barri on la CUP va aconseguir els pitjors resultats. És, de lluny, el barri on PxC va obtenir els millors resultats, arribant a posicionar-se com la cinquena llista més votada. És el barri amb el menor percentatge de vots en blanc i també és el barri amb la menor participació.
| Candidatura   | Candidatura            | Vots | %                     |                       |
| ------------- | ---------------------- | ---- | --------------------- | --------------------- |
|               | PSC-PM                 | 1765 | 39,30                 |                       |
|               | C’s                    | 584  | 13,00                 |                       |
|               | PP                     | 475  | 10,58                 |                       |
|               | ICV-EUiA-PIRATAS.cat-E | 388  | 8,64                  |                       |
|               | PxC                    | 366  | 8,15                  |                       |
|               | Ganemos                | 319  | 7,10                  |                       |
|               | ERC-AM                 | 255  | 5,68                  |                       |
| CiU           | CiU                    | 134  | 2,98                  |                       |
| CUP-PA        | CUP-PA                 | 114  | 2,54                  |                       |
| UPyD          | UPyD                   | 43   | 0,96                  |                       |
| Vots en blanc | Vots en blanc          | 48   | 1,07                  |                       |
| Vots vàlids   | Vots vàlids            | 4491 | 100,00                |                       |
| Vots nuls     | Vots nuls              | 21   | Participació: 48,04 % | Participació: 48,04 % |
| Votants       | Votants                | 4512 | Participació: 48,04 % | Participació: 48,04 % |
| Electors      | Electors               | 9392 | Participació: 48,04 % | Participació: 48,04 % |

### Districte V

#### Pubilla Cases
Pubilla Cases és el barri on el PSC va obtenir els millors resultats, sent aquest l'únic barri on els socialistes superen el 40 % dels vots. És el barri on ICV-EUiA-PIRATAS.cat-E va obtenir els pitjors resultats. És, per darrere de les Planes, el barri on PxC va aconseguir els millors resultats, fent de Pubilla Cases un del tres únics barris on PxC va superar el 5 %. És, per darrere de les Planes, el barri amb la participació més baixa.
| Candidatura   | Candidatura            | Vots   | %                     |                       |
| ------------- | ---------------------- | ------ | --------------------- | --------------------- |
|               | PSC-PM                 | 3359   | 40,30                 |                       |
|               | C’s                    | 1175   | 14,10                 |                       |
|               | PP                     | 865    | 10,38                 |                       |
|               | ICV-EUiA-PIRATAS.cat-E | 664    | 7,97                  |                       |
|               | Ganemos                | 609    | 7,31                  |                       |
|               | ERC-AM                 | 466    | 5,59                  |                       |
|               | PxC                    | 446    | 5,35                  |                       |
| CiU           | CiU                    | 317    | 3,80                  |                       |
| CUP-PA        | CUP-PA                 | 259    | 3,11                  |                       |
| UPyD          | UPyD                   | 120    | 0,67                  |                       |
| Vots en blanc | Vots en blanc          | 120    | 1,44                  |                       |
| Vots vàlids   | Vots vàlids            | 8336   | 100,00                |                       |
| Vots nuls     | Vots nuls              | 71     | Participació: 48,21 % | Participació: 48,21 % |
| Votants       | Votants                | 8407   | Participació: 48,21 % | Participació: 48,21 % |
| Electors      | Electors               | 17 438 | Participació: 48,21 % | Participació: 48,21 % |

#### Can Serra
Can Serra és, per darrere de Sanfeliu, el barri on C’s va obtenir els millors resultats, sent aquests dos barris els únics on la formació taronja obté més del 15 % dels vots. També és, per darrere de Sanfeliu i Bellvitge, el barri on ICV-EUiA-PIRATAS.cat-E aconseguí els millors resultats. Can Serra és, per darrere de Sanfeliu, el barri on ERC va obtenir els pitjors resultats, sent aquests dos barris els únics on els republicans van obtenir menys del 5 % del vots. És el barri on CiU va aconseguir els pitjors resultats. Can Serra és, per darrere de les Planes i la Florida, el barri on la CUP va obtenir el pitjor resultat. És també, per darrere del Centre i Bellvitge, el barri amb major participació.
| Candidatura   | Candidatura            | Vots | %                     |                       |
| ------------- | ---------------------- | ---- | --------------------- | --------------------- |
|               | PSC-PM                 | 1664 | 37,71                 |                       |
|               | C’s                    | 685  | 15,52                 |                       |
|               | ICV-EUiA-PIRATAS.cat-E | 546  | 12,37                 |                       |
|               | PP                     | 475  | 10,76                 |                       |
|               | Ganemos                | 321  | 7,27                  |                       |
| ERC-AM        | ERC-AM                 | 219  | 4,96                  |                       |
| PxC           | PxC                    | 189  | 4,28                  |                       |
| CUP-PA        | CUP-PA                 | 131  | 2,97                  |                       |
| CiU           | CiU                    | 109  | 2,47                  |                       |
| UPyD          | UPyD                   | 11   | 0,25                  |                       |
| Vots en blanc | Vots en blanc          | 63   | 1,43                  |                       |
| Vots vàlids   | Vots vàlids            | 4413 | 100,00                |                       |
| Vots nuls     | Vots nuls              | 28   | Participació: 57,57 % | Participació: 57,57 % |
| Votants       | Votants                | 4441 | Participació: 57,57 % | Participació: 57,57 % |
| Electors      | Electors               | 7714 | Participació: 57,57 % | Participació: 57,57 % |

### Districte VI

#### El Gornal
El Gornal és, per darrere de la Florida i Bellvitge, el barri on el PP va obtenir els millors resultats. És el barri on Ganemos va obtenir el millor resultat. També és, per darrere de Can Serra, el barri on CiU aconseguí el pitjor resultat.
| Candidatura   | Candidatura            | Vots | %                     |                       |
| ------------- | ---------------------- | ---- | --------------------- | --------------------- |
|               | PSC-PM                 | 920  | 34,59                 |                       |
|               | C’s                    | 361  | 13,57                 |                       |
|               | ICV-EUiA-PIRATAS.cat-E | 321  | 12,07                 |                       |
|               | PP                     | 305  | 11,47                 |                       |
|               | Ganemos                | 224  | 9,17                  |                       |
|               | ERC-AM                 | 176  | 6,62                  |                       |
| PxC           | PxC                    | 129  | 4,85                  |                       |
| CUP-PA        | CUP-PA                 | 81   | 3,05                  |                       |
| CiU           | CiU                    | 68   | 2,56                  |                       |
| UPyD          | UPyD                   | 17   | 0,64                  |                       |
| Vots en blanc | Vots en blanc          | 38   | 1,43                  |                       |
| Vots vàlids   | Vots vàlids            | 2660 | 100,00                |                       |
| Vots nuls     | Vots nuls              | 13   | Participació: 49,00 % | Participació: 49,00 % |
| Votants       | Votants                | 2673 | Participació: 49,00 % | Participació: 49,00 % |
| Electors      | Electors               | 5455 | Participació: 49,00 % | Participació: 49,00 % |

#### Bellvitge
Bellvitge és, per darrere de Sanfeliu i Can Serra, on C’s va obtenir el millor resultat. També és, per darrere de Sanfeliu, el barri on ICV-EUiA-PIRATAS.cat-E va aconseguir el millor resultat. És, per darrere de la Florida, on el PP obtingué el millor resultat. Bellvitge és, per darrere de Sanfeliu i Can Serra, on ERC aconseguí el pitjor resultat. És, per darrere del Gornal, on Ganemos tingué el millor resultat. A més, és, per darrere de Can Serra i el Gornal, on CiU va aconseguir el pitjor resultat. És, per darrere del Centre i Sanfeliu, on hi hagué més vot en blanc i també va ser, per darrere del Centre, el barri amb una major participació.
| Candidatura   | Candidatura            | Vots   | %                     |                       |
| ------------- | ---------------------- | ------ | --------------------- | --------------------- |
|               | PSC-PM                 | 3846   | 35,58                 |                       |
|               | C’s                    | 1611   | 14,90                 |                       |
|               | ICV-EUiA-PIRATAS.cat-E | 1366   | 12,64                 |                       |
|               | PP                     | 1254   | 11,60                 |                       |
|               | Ganemos                | 224    | 9,17                  |                       |
|               | ERC-AM                 | 559    | 5,17                  |                       |
| PxC           | PxC                    | 373    | 3,45                  |                       |
| CUP-PA        | CUP-PA                 | 339    | 3,14                  |                       |
| CiU           | CiU                    | 291    | 2,69                  |                       |
| UPyD          | UPyD                   | 58     | 0,54                  |                       |
| Vots en blanc | Vots en blanc          | 165    | 1,53                  |                       |
| Vots vàlids   | Vots vàlids            | 10 810 | 100,00                |                       |
| Vots nuls     | Vots nuls              | 84     | Participació: 58,19 % | Participació: 58,19 % |
| Votants       | Votants                | 10 894 | Participació: 58,19 % | Participació: 58,19 % |
| Electors      | Electors               | 18 723 | Participació: 58,19 % | Participació: 58,19 % |